# B (音名)
B、Si或Ti是唱名的第七個音。德国等部分欧洲国家将其记作H（同时将B♭记作B）。
當計算十二平均律連同參考的A以上中音C是440 Hz，中音B的頻率大約是493.883 Hz。參見音高的相關討論。

## 十二律
B在十二律中对应应钟。